# جیم ران
امانوئل جیمز ران (به انگلیسی: Jim Rohn) شناخته شده با نام جیم ران (۲۵ سپتامبر ۱۹۳۰م. - ۵ دسامبر ۲۰۰۹م) کارآفرین، نویسنده و سخنران انگیزشی آمریکایی بود.

## کودکی تا جوانی
جیم ران در مزرعه‌ای واقع در ایالتِ آیداهویِ ایالات متحده آمریکا به دنیا آمد. وی دانشجویِ انصرافیِ کالج براون  واقع در ایالتِ مینسوتای آمریکا ست.

## زندگی کاری
ران با کارآفرینی به نام جان اِرل شُف (John Earl Shoaff) آشنا شد؛ او به سازمانِ بازاریابی شبکه ای (فروش مستقیم) شُف پیوست و فرایندی از رشد شخصی را آغاز کرد که نهایتاً به میلیونر شدنِ وی در سنّ ۳۰ سالگی انجامید. ران به مدّت ۴۰ سال تجربیات خویش را در سمینارهایش بیان می‌کرد. وی در سالِ ۱۹۸۵م. جایزه یِ CPAE را از انجمنِ سخنرانان ملیِ آمریکا دریافت کرد. او همچنین مؤلّف ۱۷ کتاب و کتابِ صوتی و برنامه ویدئویی است. جیم ران شاگردان بسیاری دارد از جمله آنتونی رابینز، برایان تریسی، دارن هاردی، دکتر علیرضا آزمندیان و...